# Солодов, Олег Адольфович
Олег Адольфович Солодов (латыш. Oļegs Solodovs; 21 декабря 1965 года) — латвийский бизнесмен, председатель правления медиа-холдинга «Baltijas Mediju Alianse».

## Образование
1983 — закончил среднюю школу № 47 в Уфе.
1986 — окончил Рижское лётно-техническое училище гражданской авиации.
2000 — окончил Kennedy-Western University, MBA — финансы (заочно).

## Телевидение
В 1995 начал работать и инвестировать в сфере телевидения. 
С 1995 по 2000 год был вице-президентом AО «TEM ART GROUP», которое начало размещать латвийскую рекламу на российском телеканале «ОРТ».
В 2001 стал вице-президентом ООО «TEM TV», которая заключила лицензионные договора о размещение рекламы с крупнейшими операторами кабельного телевидения в трёх странах Балтии.
В 2005 году были созданы два новых канала — «REN TV Baltic» и «1 Балтийский Музыкальный канал», выпускаемые одноименными компаниями, которыми руководил Олег Солодов.
Широкая разветвленность медийного бизнеса привела к необходимости реструктуризации группы предприятий. В результате все предприятия группы (телевизионные каналы, печатные издания «МК-Латвия» и «МК-Эстония», рекламная компания «Baltijas Mediju Reklāma» и др. предприятия), вошли в созданный в 2007 году медийный холдинг — «Baltijas Mediju Alianse», председателем правления которого является Олег Солодов.

## Бизнес
Один из акционеров компании «Baltijas Mediju Alianse». В 2014 году годовой оборот компании составил 18,8 миллиона евро.

## Семья
Женат, имеет трёх сыновей и дочь.

## Интересные факты
- Поклонник хоккейного клуба «Динамо Рига».
- Кандидат в мастера спорта по шахматам.